# カロリーナあきこ
カロリーナあきこ（1976年8月5日 - ）は、日本の女子リングアナウンサー。

## 経歴
- 2002年4月20日、KAIENTAI DOJOディファ有明大会でデビュー。
- 2006年6月22日、リングアナウンサーを休養してWeb関連事業に専念することを発表。

## テレビ出演
- プロレスKING（GAORA）